# Bâtiment du tribunal municipal de Pirot
Le bâtiment du tribunal municipal à Pirot (en serbe cyrillique : Зграда Општинског суда у Пироту ; en serbe latin : Zgrada Opštinskog suda u Pirotu) se trouve à Pirot, dans le district de Pirot, en Serbie. Il est inscrit sur la liste des monuments culturels protégés de la république de Serbie (identifiant no SK 942),.